# Räumungskonzept
Vom Veranstalter einer Veranstaltung kann in deutschen Bundesländern auf Grundlage von § 42 MvStättVO im Rahmen der Brandschutzordnung ein Räumungskonzept verlangt werden. Es kann einzeln oder als Anlage zum Sicherheitskonzept stehen. Im Rahmen des Konzepts kann ein Alarmierungskonzept erforderlich werden.

## Inhalt
Der Fall einer Evakuierung oder Räumung tritt bei schweren Notfalllagen mit medizinischer oder meteorologischer Ursache, z. B. bei einem Unwetter ein. Für diesen Fall sollten alle Aspekte möglichst hinreichend genau beschrieben werden.
Dies betrifft:
- verantwortliche Personen mit Erreichbarkeit
- Beschreibung des Geländes
- vorhandene Brandschutzanlagen
- Aufstellung einer Liste möglicher Gefahren und der Reaktion bis hin zu den Alarmen
- die Aufgabenverteilung für alle Akteure
- den Ablauf vom Eintritt des Ereignisses bis zur kompletten Räumung mit allen Zwischenstufen

Dabei ist wichtig, auch Personen mit speziellen Bedürfnissen zu berücksichtigen. Behinderte und ältere Menschen brauchen ggf. spezielle Hilfen durch den Sicherheits- oder den Sanitätsdienst, um das Gelände verlassen zu können.

## Besucherdynamik
Die höchste Kapazität hat eine Verkehrsfläche, entlang derer sich Personen bewegen, wenn die Personendichte zwischen 1,5 und 2 Personen pro Quadratmeter liegt.
Wird diese überschritten kommt es zu einer Hemmung der Bewegung, einem Stau.
Die Kapazität in Besuchern pro Sekunde entspricht dann der Breites des Weges in Metern multipliziert mit der Personendichte (Anzahl der Personen pro m²) und deren mittlerer Gehgeschwindigkeit.
Wartet eine größere Personengruppe auf den Einlass zu einer Veranstaltung, so bildet sich meist eine Dichte von 3 bis 5 Personen pro Quadratmeter aus. Wenn Personen es eilig haben, entstehen Dichten von rund 6 Personen pro Quadratmeter. Eine gemeinsame Vorwärtsbewegung ist dann auch mit Trippelschritten kaum noch möglich. Noch höhere Dichten ergeben sich, wenn von hinten gedrückt wird. Zur maximalen Befüllung von Seilbahnen mit Ski-Sportlern etwa wird mit Dichten von 8 Personen pro Quadratmeter gerechnet. Auch bei stillstehenden Personen ergibt sich dann vielfacher Körperkontakt.
Geht man von einer durchschnittlichen Breite eines stehenden Mitteleuropäers mit anliegenden Armen von 50 cm und einer Tiefe von 30 cm aus, so liegt dieser Wert nahe dem erreichbaren Maximum.